# Ардр (река)
Ардр (фр. Ardre) — река в департаменте Марна региона Гранд-Эст на северо-востоке Франции. Приток реки Вель, впадающей в Эну бассейна Сены.

## География
Протяжённость реки — 39,3 км. Она берёт начало близ коммуны Сент-Имож к югу от Сермье на высоте 250 м над уровнем моря в региональном природном парке Монтань-де-Реймс, где называется ручей Сен-Пьер. Пересекает пруд в Морьёль. Протекает в целом с юго-востока на северо-запад, пересекая восточную часть департамента Марна. Является левым притоком Вели, в которую впадает близ коммуны Фим на высоте 60 м над уровнем моря.

### Пересекаемые коммуны

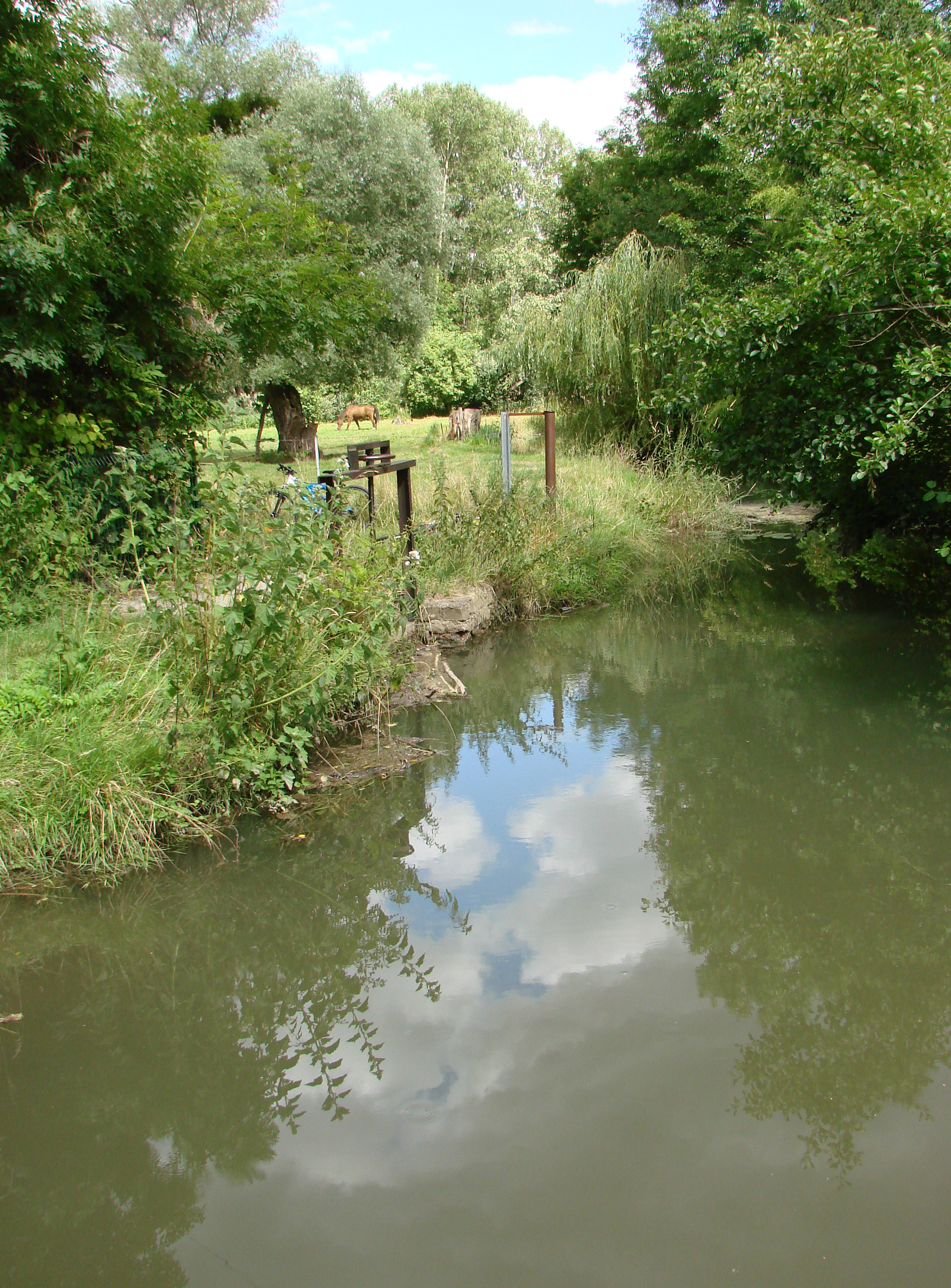
Ардр в Крюньи.

Ардр протекает через 18 коммун: Сент-Имож (исток), Сермье, Куртаньон, Нантёй-ля-Форе, Пурси, Марфо, Шомюзи, Блиньи, Сарсе, Пуалли, Трамери, Фаверольс-э-Коэми, Савиньи-сюр-Ардр, Серзи-э-Прен, Крюньи, Курвиль, Сен-Жиль и Фим (устье).
По этой реке названа Савиньи-сюр-Ардр.

### Бассейн
Ардр пересекает 4 гидрографические зоны общей площадью 302 км², из которых 69,84 % приходится на сельские угодья, 28,18 % — на леса и природные зоны, 1,83 % — окультуренные зоны.

## Притоки
Ардр имеет 14 притоков, в том числе:
- ручей Изель 8,1 км (левый берег)
- рукав Ардра
- ручей Кло-де-Кюльтрон 2 км (правый берег)
- ручей Брандёй 7,7 км (левый берег)
- река Норон 10 км (правый берег)
- ручей Трелён
- рукав Ардра
- ручей Вале 3,3 км (правый берег)
- ручей Баризе 3,4 км Barizet (правый берег)
- ручей Бруйе 7,9 км (левый берег)
- ручей Фур-а-Шо 3 км (левый берег)
- ручей д’Арси-ле-Понсар 5,4 км (левый берег)
- река л’Орийон 16,2 км (левый берег)